# Kishanganj
Kishanganj ist eine Stadt im indischen Bundesstaat Bihar.
Die Stadt ist Verwaltungssitz des gleichnamigen Distrikts. Kishanganj liegt ca. 389 km von Bihars Hauptstadt Patna entfernt und nahe der Grenze zu Westbengalen. Kishanganj hat den Status eines City Council (Nagar parishad). Die Stadt ist in 34 Wards gegliedert.

## Demografie
Die Einwohnerzahl der Stadt liegt laut der Volkszählung von 2011 bei 105.782. Kishanganj hat ein Geschlechterverhältnis von 918 Frauen pro 1000 Männer und damit einen für Indien üblichen Männerüberschuss. Die Alphabetisierungsrate lag bei 73,46 % im Jahr 2011. Knapp 55 % der Bevölkerung sind Hindus, ca. 43 % sind Muslime und ca. 1 % sind Jainas. 16 % der Bevölkerung sind Kinder unter 6 Jahren.

## Infrastruktur
Kishanganj hat einen großen Bahnhof, der die Stadt den großen Städten Indiens verbindet. Der Bahnhof Kishanganj gehört zur Northeast Frontier Railway (NFR) und ist ein Bahnhof der Kategorie A der Indian Railways.
Daneben verbindet der National Highway 31 die Stadt mit drei weiteren Bundesstaaten.